# أليانزا ليما
نادي أليانزا ليما (بالإسبانية: Club Alianza Lima) نادي كرة قدم بيروفي يلعب في دوري الدرجة الممتازة. تم تأسيس النادي في سنة 1901.